# Baradostien
Als Baradostien wird eine frühe jungpaläolithische archäologische Industrie im Zāgros-Gebirge an der Grenze zwischen Iran und Irak bezeichnet. Sie folgt dem Moustérien ab etwa 36.000 v. Chr.
Messungen mit der Radiokarbonmethode legen nahe, dass dies einer der frühesten jungpaläolithischen Komplexe dieser Region ist. Mögliche Verbindungen zu benachbarten Industrien sind unklar.
Zu den wichtigsten ausgegrabenen Fundorten gehören die Shanidar-Höhle im Nordirak (Schicht C), das Warwasi-Abri, die Yafteh-Höhle im westlichen Zāgros und die Eshkaft-e gavi-Höhle im südlichen Zāgros.
Möglicherweise durch das letzte Kältemaximum verursacht, wurde das Baradostien durch die epipaläolithische Zarzien-Industrie abgelöst. Diese Werkzeug-Tradition markiert das Ende der paläolithischen Sequenz der Zagros-Region.